# Malerkotla
Malerkotla (en punyabí: ਮਲੇਰਕੋਟਲਾ ) es una ciudad de la India en el distrito de Sangrur, estado de Punyab.

## Geografía
Se encuentra a una altitud de 249 m s. n. m. a 108 km de la capital estatal, Chandigarh, en la zona horaria UTC +5:30.

## Demografía
Según estimación 2010 contaba con una población de 122 957 habitantes. Es la única ciudad del Punyab indio con mayoría musulmana (68,50%), según el censo de 2011.
El conjunto del distrito de Sangrur, es de mayoría Sij (65,10%).